# Márcio Amaro de Oliveira
Márcio Amaro de Oliveira, vulgo Marcinho VP (1970 — 29 de julho de 2003) foi um traficante de drogas do Rio de Janeiro, atuante na Favela Santa Marta ("Dona Marta"), em Botafogo.

## Cobertura da mídia
Em 1995 deu informações importantes que viabilizaram a gravação do documentário Notícias de uma Guerra Particular, do cineasta João Moreira Salles. 
No ano seguinte tornou-se nacionalmente conhecido quando garantiu a segurança do popstar Michael Jackson e do cineasta Spike Lee, quando estes gravaram um videoclipe na favela Santa Marta. 
A frequência com que recebeu destaque na imprensa, inclusive pelas preocupações sociais com sua comunidade, chamaram a atenção do jornalista Caco Barcellos, que durante cinco anos se dedicou à tarefa de escrever sua biografia, o livro Abusado - O dono do Morro Dona Marta, publicado pela Editora Record. No livro Marcinho recebe o pseudônimo Juliano VP, para não ser confundido com Márcio dos Santos Nepomuceno, outro traficante que usava o mesmo apelido.
Dois meses após a obra ter chegado às livrarias Marcinho VP foi assassinado por estrangulamento em Bangu III, onde estava preso, pois segundo a polícia revelou detalhes demais sobre o funcionamento das facções criminosas cariocas, o que provocou problemas com a própria facção.